# Parchicola tibialis
Parchicola tibialis är en skalbaggsart som först beskrevs av Olivier 1808.  Parchicola tibialis ingår i släktet Parchicola och familjen bladbaggar. Inga underarter finns listade i Catalogue of Life.